# Said Islam Khodja

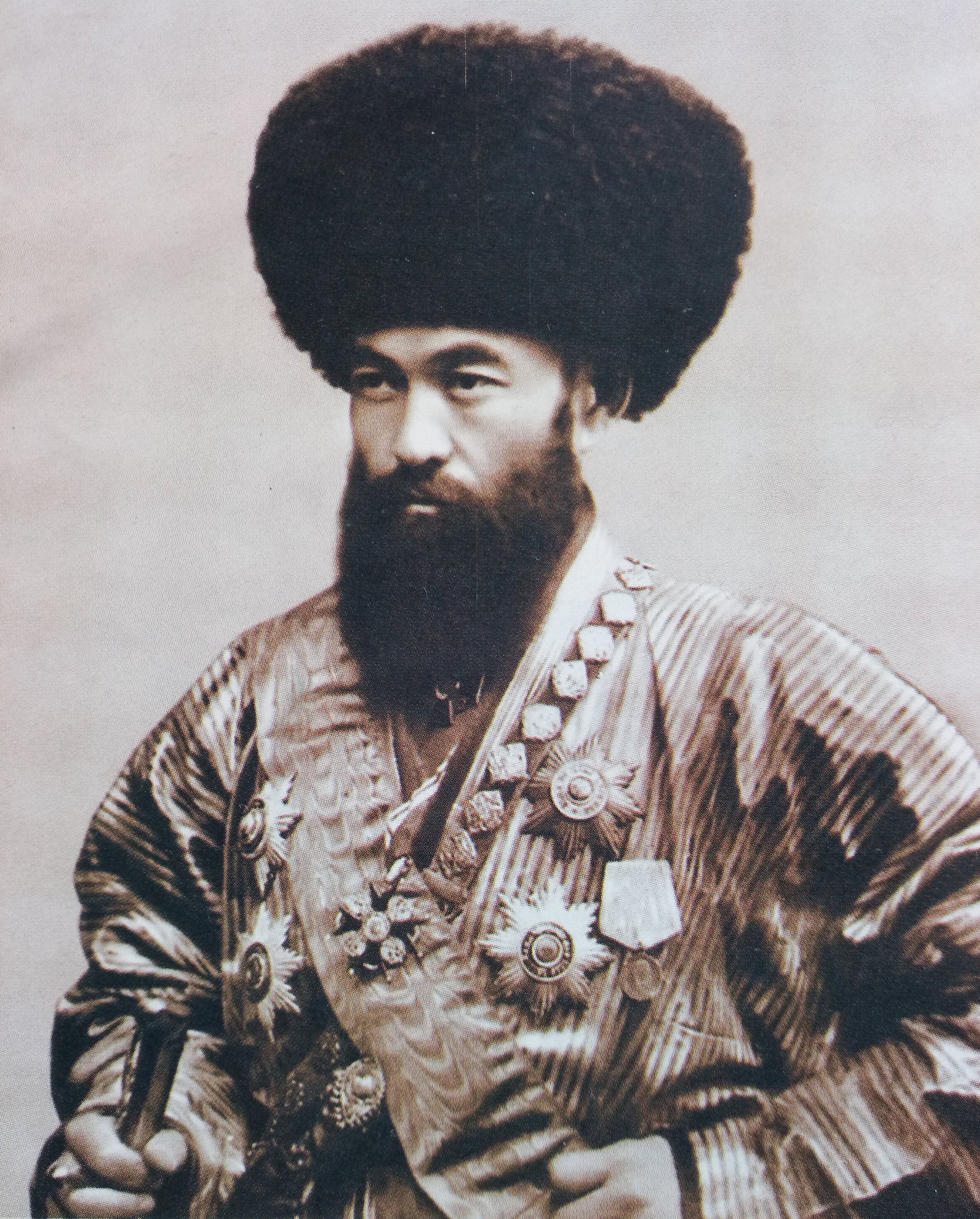
Said Islam Khodja

Said Islam Khodja († 1913) war ein Würdenträger und Wesir im zentralasiatischen Khanat Chiwa.

## Leben und Wirken
Said Islam Khodja tat sich in der Regierungszeit des Khans Said Muhammad Rahim II., der von 1863 bis 1910 regierte, als ein Würdenträger hervor. Unter dessen Nachfolger Khan Esfendijar (Regierungszeit 1910 bis 1920) stieg er zum Wesir beziehungsweise ersten Minister auf. Er erhielt vom Herrscher das Mandat zur Durchführung weitreichender Reformen im Khanat. So strebte er eine Schulreform an. Weitere Maßnahmen waren der Bau der Post- und Telegrafenstation und einer Baumwollfabrik.
Aufgrund von Besorgnissen über das fortschrittliche Handeln übergaben 1911 andere Würdenträger des Khanats einen schriftlichen Protest gegen die Neuerungen. In der Antwort auf diesen warf der Wesir seinen Gegnern einen Komplott vor und erwirkte ihre Verhaftung. Im Sommer 1913 wurde er von einem Auftragsmörder getötet.
Said Islam Khodja ließ zwischen 1908 und 1910 im Osten der Altstadt Chiwas die Medrese Islam Khodja errichten. Weiterhin ließ er das Minarett Islam Khodja, das höchste der Stadt, bauen.
Eine Tochter Said Islam Khodjas war Ehefrau des Khans Esfendijar.